# Hyakunin Isshu
Ogura Hyakunin Isshu (小倉百人一首 (Tiểu Thương bách nhân nhất thủ)) hay tên tiếng Việt là Thơ trăm nhà, là hợp tuyển thơ cổ Nhật Bản gồm 100 bài thơ Waka (hoà ca) của 100 nhà thơ. Hyakunin isshu có thể định nghĩa là "100 bài thơ của 100 tác giả"; hợp tuyển này được sử dụng làm thẻ bài trong trò chơi truyền thống uta-garuta.

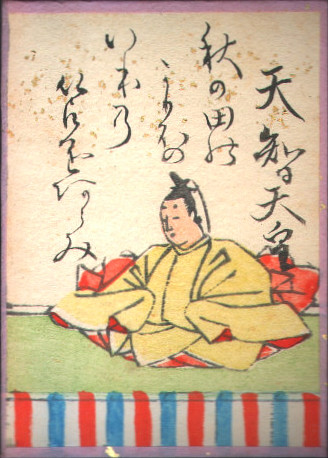
Thẻ bài thơ số 1

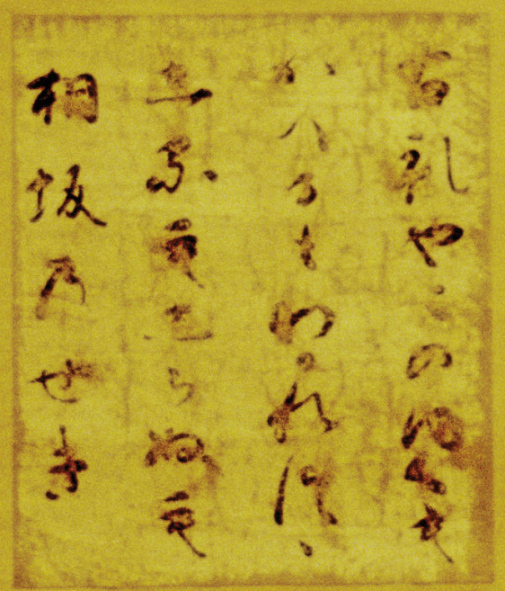
Ogura shikishi bởi Teika

Hợp tuyển này được tổng hợp bởi Fujiwara no Teika khi ông còn sống ở quận Ogura thuộc tỉnh Kyoto, Nhật Bản.

## Biên soạn
Trong nhật kí của Teika, Meigetsuki, có ghi rằng con trai ông, Fujiwara no Tameie, nhờ ông biên soạn 100 bài thơ cho bố vợ của anh là Utsunomiya Yoritsuna, là một hào tộc gia thế ở miền đông. Yoritsuna có một biệt thự xây ở vùng Saga, một địa danh nổi tiếng ở Kyoto với núi núi Ogura, núi Arashiyama và sông Oi . Để trang trí cho các vách ngăn ngôi biệt thự của nhà thông gia, Fujiwara no Teika đã viết những bài thơ theo phong cách thư pháp lên những khung giấy màu. Trước khi có tên gọi chính thức là Hyakunin Isshu như ngày nay, tập thơ này đã từng có tên là Hyakunin Shuka ( (Những bài ca trác tuyệt của 100 thi nhân)) hoặc Ogura sansou shikishigata waka () hoặc Ogura sansou shikishi waka (). Bên cạnh đó, trước và sau khi tập thơ này ra đời, có nhiều tập thơ gồm 100 bài thơ khác cũng được gọi là Hyakunin Isshu. Tuy nhiên, với tên gọi đầy đủ có thêm địa danh Ogura, tập thơ này được phân biệt với các tập thơ cùng tên khác không có nguồn gốc xuất thân như vậy.
Moronobu Hishikawa đã minh họa từng nhà thơ trên bản khắc gỗ.

## Thứ tự sắp xếp và các nhà thơ
Cách sắp xếp theo thứ tự niên đại từ Thiên hoàng Tenji (bài số 1), thiên hoàng Jitô (bài số 2) trở đi, rồi đến các bầy tôi thân cận như Kakinomoto no Hitomaro (bài số 3), Yamabe no Akahito (bài số 4)... Như thế, Hyakunin Isshu đã có thể trình bày phong cách làm thơ của mọi thời theo tuần tự của trên dưới 600 năm lịch sử qua quan hệ giữa các nhà thơ với nhau vậy.
Nội dung của các bài thơ được tuyển tuân theo tiêu chuẩn lý luận về waka của Teika nghĩa là "lời lẽ thì theo xưa nhưng tâm tình phải mới mẽ, dáng dấp cao sang như thơ từ đời Kanpyō (Khoan Bình, 889-898) về sau" tức là thời điểm mà tập Kokin-shuu được cho ra mắt và có cái phong cách mới yosei yōen (余情妖艶 (dư tình yêu diễm) yosei yōen) là lộng lẫy, man mác. Vì thế, thơ tình nhiều nhất vì nó chiếm gần phân nửa (43 bài). Tuy có một số bài gọi là dai shirazu (題知らず (không nhan đề) dai shirazu) nhưng phần còn lại không thiếu gì những bài thơ vịnh những mối tình gặp phải cảnh ngộ khó khăn như "tình âm thầm", "tình trước vầng trăng", "tình gặp gỡ giữa đường", "tình cầu khẩn mà không được", "tình ngăn cách", "tình nuối tiếc trước giờ chết"...
Ngoài ra, còn có 32 bài vịnh cảnh bốn mùa (6 bài vịnh mùa xuân, 4 bài về hạ, 16 bài về thu và 6 bài dành cho mùa đông) , vịnh cảnh biệt ly (1 bài), lữ hành (4) và tạp thi (20 bài với chủ đề đa dạng như thương xót, oán hận, thất ý, khánh hạ hay cảm hoài). Do đó, nhìn chung thì 100 bài nói trên nói về đề tài phong phú và cô đọng vậy nên Hyakunin Isshu được xem là một tuyển tập tiêu biểu của thơ Waka mọi thời.
1. Thiên hoàng Tenji (天智天皇)
2. Thiên hoàng Jitō (持統天皇)
3. Kakinomoto no Hitomaro (柿本人麻呂)
4. Yamabe no Akahito (山部赤人)
5. Sarumaru no Taifu (猿丸大夫)
6. Quan Trung Nạp ngôn Yakamochi (中納言家持)
7. Abe no Nakamaro (阿倍仲麻呂)
8. Nhà sư Kisen (喜撰法師)
9. Ono no Komachi (小野小町)
10. Semimaru (蝉丸)
11. Quan Tham nghị Takamura (参議篁)
12. Quan Tăng chính Henjō (僧正遍昭)
13. Thượng hoàng Yōzei (陽成院)
14. Tả Đại thần ở Kawara  (河原左大臣)
15. Thiên hoàng Kōkō (光孝天皇)
16. Quan Trung Nạp ngôn Yukihira (中納言行平)
17. Đại thần Ariwara no Narihira (在原業平朝臣)
18. Đại thần Fujiwara no Toshiyuki (藤原敏行朝臣)
19. Ise (伊勢)
20. Thân vương Motoyoshi (元良親王)
21. Nhà sư Sosei (素性法師)
22. Fun'ya no Yasuhide (文屋康秀)
23. Ōe no Chisato (大江千里)
24. Kan-ke (菅家)
25. Hữu Đại thần ở Sanjō (三条右大臣)
26. Teishin-kō (貞信公)
27. Quan Trung Nạp ngôn Kanesuke (中納言兼輔)
28. Đại thần Minamoto no Muneyuki (源宗于朝臣)
29. Ōshikōchi no Mitsune (凡河内躬恒)
30. Mibu no Tadamine (壬生忠岑)
31. Sakanoue no Korenori (坂上是則)
32. Harumichi no Tsuraki (春道列樹)
33. Ki no Tomonori (紀友則)
34. Fujiwara no Okikaze (藤原興風)
35. Ki no Tsurayuki (紀貫之)
36. Kiyohara no Fukayabu (清原深養父)
37. Fun'ya no Asayasu (文屋朝康)
38. Ukon (右近)
39. Quan Tham nghị Hitoshi (参議等)
40. Taira no Kanemori (平兼盛)
41. Mibu no Tadami (壬生忠見)
42. Kiyohara no Motosuke (清原元輔)
43. Quan Quyền Trung Nạp ngôn Atsutada (権中納言敦忠)
44. Quan Trung Nạp ngôn Asatada (中納言朝忠)
45. Kentoku-kō (謙徳公)
46. Sone no Yoshitada (曽禰好忠)
47. Nhà sư Egyō (恵慶法師)
48. Minamoto no Shigeyuki (源重之)
49. Đại thần Ōnakatomi no Yoshinobu (大中臣能宣朝臣)
50. Fujiwara no Yoshitaka (藤原義孝)
51. Đại thần Fujiwara no Sanekata (藤原実方朝臣)
52. Đại thần Fujiwara no Michinobu (藤原道信朝臣)
53. Mẹ Hữu Đại tướng Michitsuna (右大将道綱母)
54. Mẹ quan Gidō Sanshi (儀同三司母)
55. Quan Đại Nạp ngôn Kintō (大納言公任)
56. Izumi Shikibu (和泉式部)
57. Murasaki Shikibu (紫式部)
58. Daini no Sanmi (大弐三位)
59. Akazome Emon (赤染衛門)
60. Koshikibu no Naishi (小式部内侍)
61. Ise no Taifu (伊勢大輔)
62. Sei Shōnagon (清少納言)
63. Tả kinh Đại phu Michimasa (左京大夫道雅)
64. Quan Quyền Trung Nạp ngôn Sadayori (権中納言定頼)
65. Sagami (相模)
66. Tiền Đại Tăng chính Gyōson (前大僧正行尊)
67. Suō no Naishi (周防内侍)
68. Thượng hoàng Sanjō (三条院)
69. Nhà sư Nōin (能因法師)
70. Nhà sư Ryōzen (良暹法師)
71. Quan Đại Nạp ngôn Tsunenobu (大納言経信)
72. Yūshi Naishinnō-ke no Kii (祐子内親王家紀伊)
73. Quan Quyền Trung Nạp ngôn Masafusa (権中納言匡房)
74. Đại thần Minamoto no Toshiyori (源俊頼朝臣)
75. Fujiwara no Mototoshi (藤原基俊)
76. Tiền Đại Thần Quan Bạch - Thái Chính Đại Thần đi tu ở chùa Hosshō (法性寺入道前関白太政大臣)
77. Thượng hoàng Sutoku (崇徳院)
78. Minamoto no Kanemasa (源兼昌)
79. Tả kinh Đại phu Akisuke (左京大夫顕輔)
80. Taikenmon In no Horikawa (待賢門院堀河)
81. Hậu - Tả Đại Thần chùa Tokudaiji (後徳大寺左大臣)
82. Nhà sư Dōin (道因法師)
83. Đại phu Shunzei thuộc Cung Hoàng Thái hậu (皇太后宮大夫俊成)
84. Đại thần Fujiwara no Kiyosuke (藤原清輔朝臣)
85. Nhà sư Shun'e (俊恵法師)
86. Nhà sư Saigyō (西行法師)
87. Nhà sư Jakuren (寂蓮法師)
88. Kōkamonin no Bettō (皇嘉門院別当)
89. Nội Thân vương Shokushi (式子内親王)
90. Inpumon'in no Taifu (殷富門院大輔)
91. Tiền Thái Chính Đại Thần - Hậu Nhiếp Chính Đại Thần ở Kyogoku (後京極摂政前太政大臣)
92. Sanuki ở Nijō-in (二条院讃岐)
93. Hữu Đại Thần ở Kamakura (鎌倉右大臣)
94. Quan Tham nghị Masatsune (参議雅経)
95. Tiền Đại Tăng Chính Jien (前大僧正慈円)
96. Tiền Thái Chính Đại Thần đã xuất gia (入道前太政大臣)
97. Quan Quyền Trung Nạp ngôn Teika (権中納言定家)
98. Quan Tùng Nhị phẩm Ietaka (従二位家隆)
99. Thượng hoàng Go-Toba (後鳥羽院)
100. Thượng hoàng Juntoku (順徳院)

## Thứ tự sắp xếp cả bộ

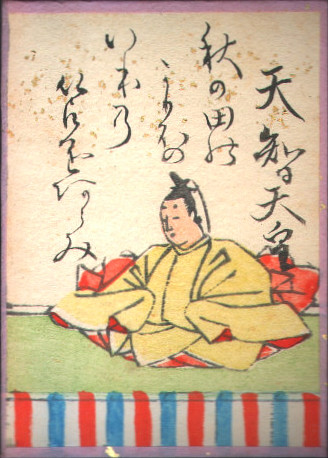
1. Thiên hoàng Tenji 天智天皇
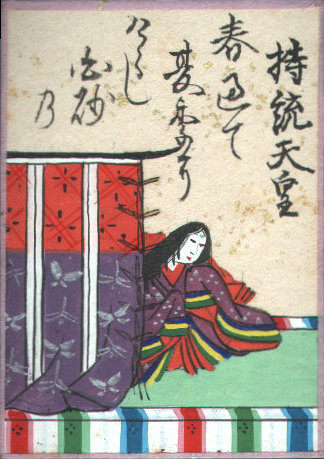
2. Thiên hoàng Jitō 持統天皇
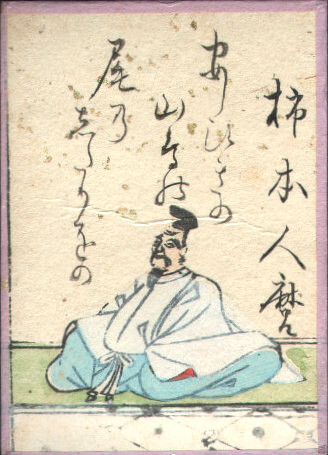
3. Kakinomoto no Hitomaro 柿本人麿
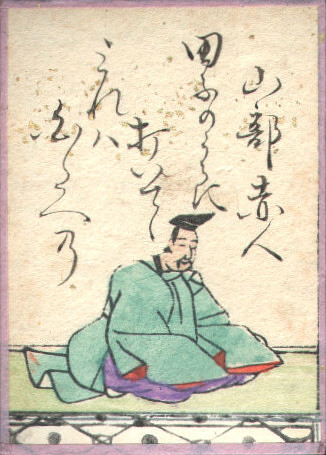
4. Yamabe no Akahito 山辺赤人
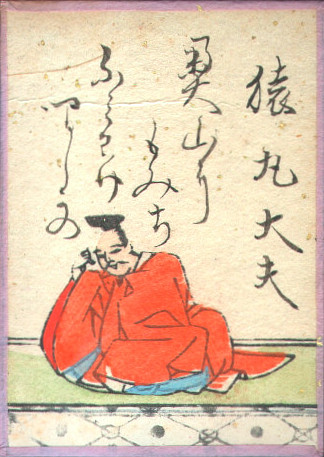
5. Sarumaru Dayū 猿丸大夫
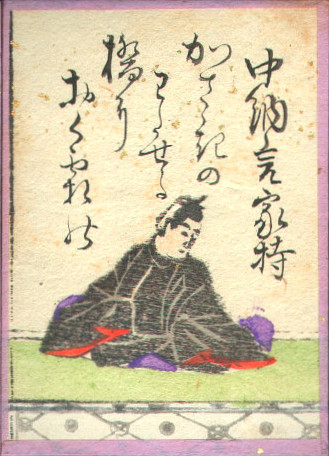
6. Quan Trung Nạp ngôn Yakamochi 中納言家持
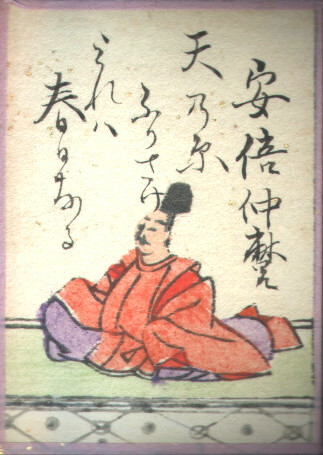
7. Abe no Nakamaro 安倍仲麿
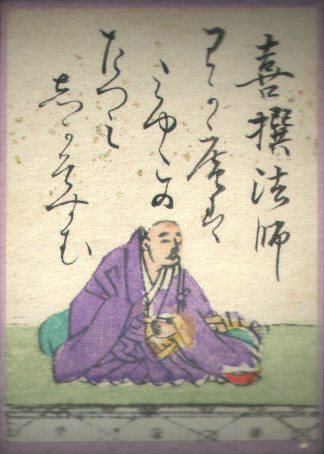
8. Nhà sư Kisen 喜撰法師
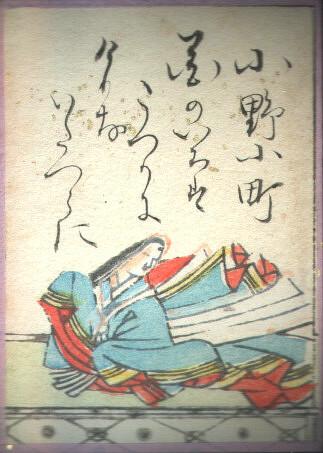
9. Ono no Komachi 小野小町
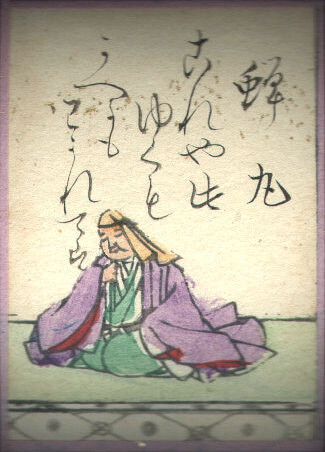
10. Semimaru 蝉丸
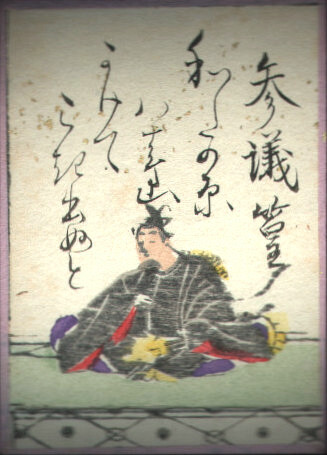
11. Quan Tham nghị Takamura 参議篁
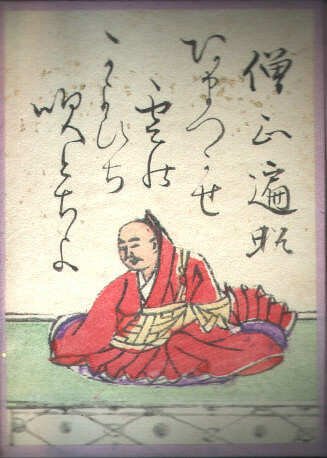
12. Quan Tăng chính Henjō 僧正遍昭
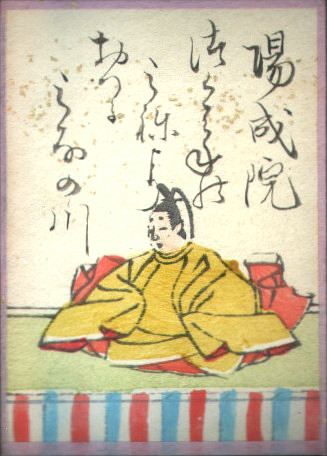
13. Thượng hoàng Yōzei 陽成院
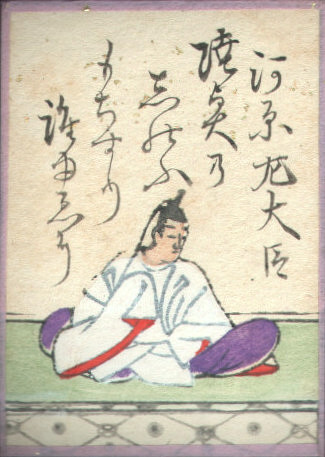
14. Tả Đại thần ở Kawara 河原左大臣
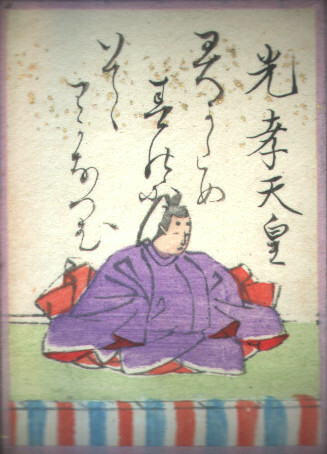
15. Thiên hoàng Kōkō 光孝天皇
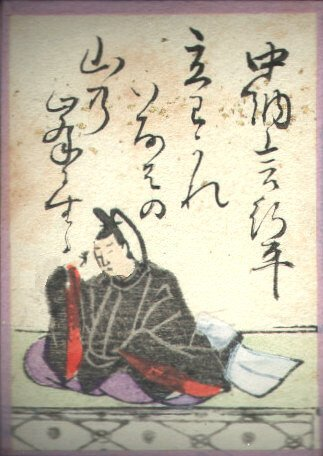
16. Quan Trung Nạp ngôn Yukihira 中納言行平
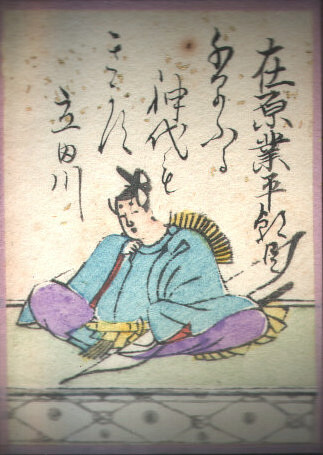
17. Đại thần Ariwara no Narihira 在原業平朝臣
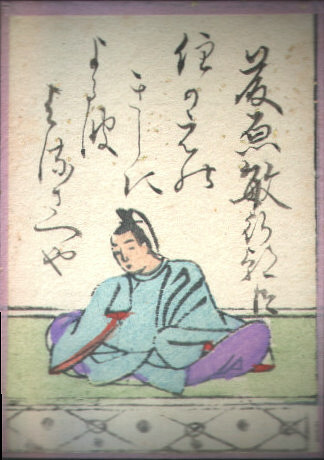
18. Đại thần Fujiwara no Toshiyuki 藤原敏行朝臣
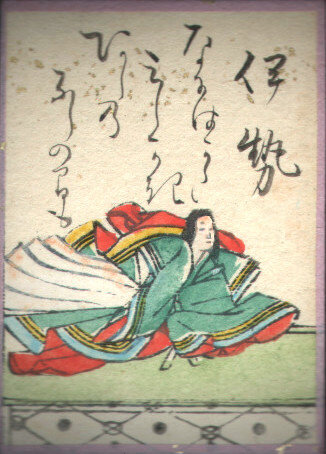
19. Ise 伊勢
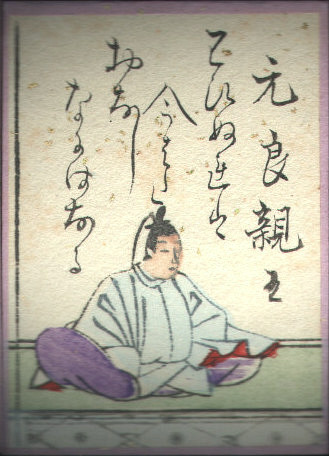
20. Thân vương Motoyoshi 元良親王
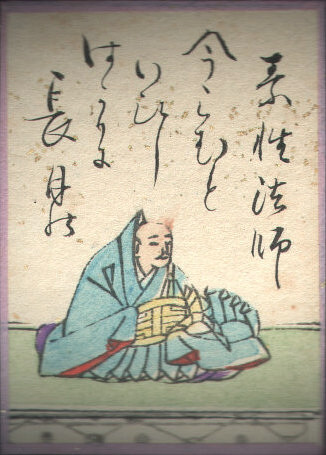
21. Nhà sư Sosei 素性法師
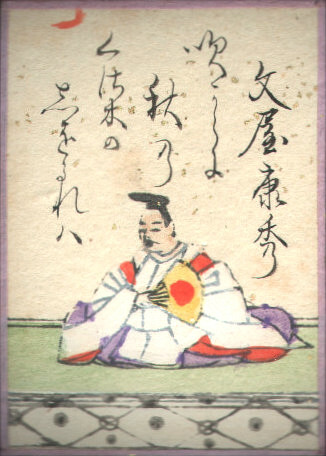
22. Fun'ya no Yasuhide 文屋康秀
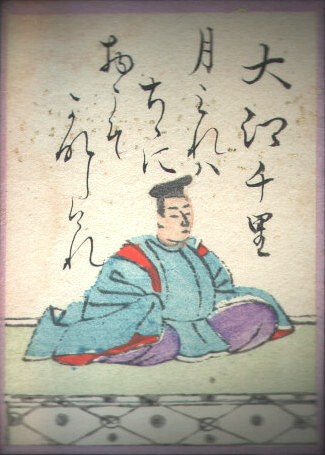
23. Ō'e no Chisato 大江千里
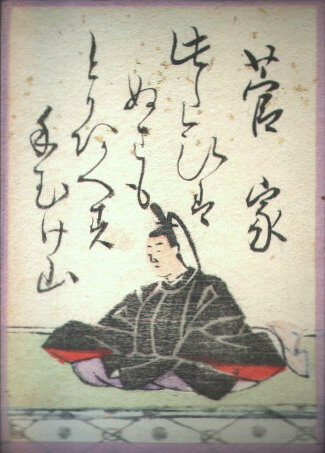
24. Kan-ke 菅家
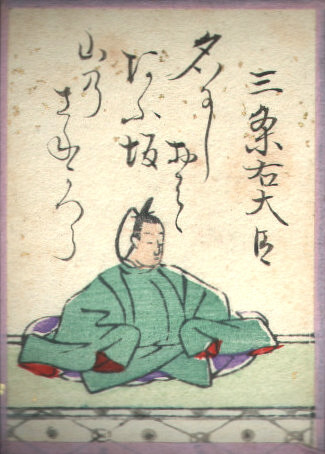
25. Hữu Đại thần ở Sanjō 三条右大臣
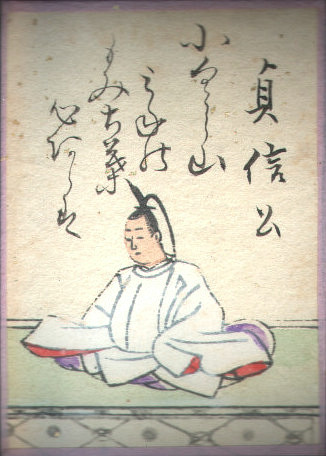
26. Teishin-kō 貞信公
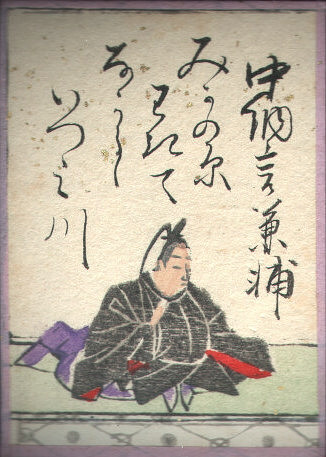
27. Quan Trung Nạp ngôn Kanesuke 中納言兼輔
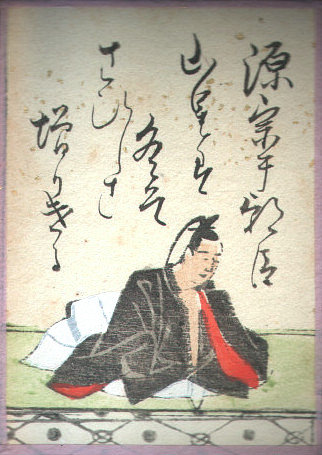
28. Đại thần Minamoto no Muneyuki 源宗于朝臣
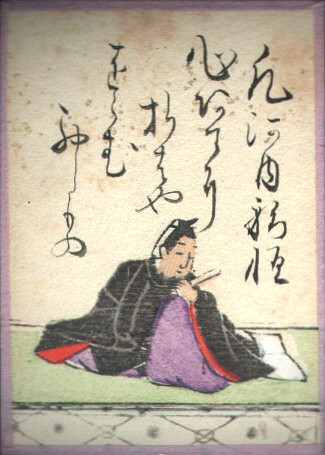
29. Ōshikōchi no Mitsune 凡河内躬恒
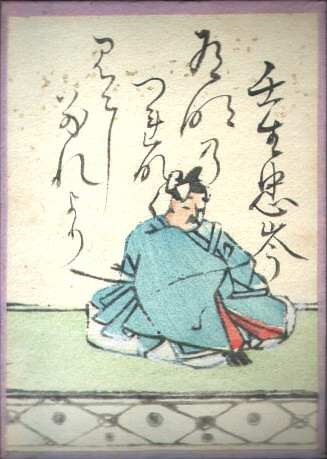
30. Mibu no Tadamine 壬生忠岑
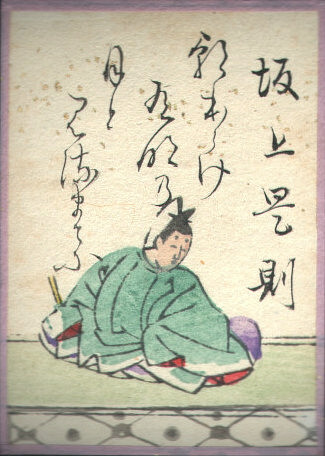
31. Sakanoue no Korenori 坂上是則
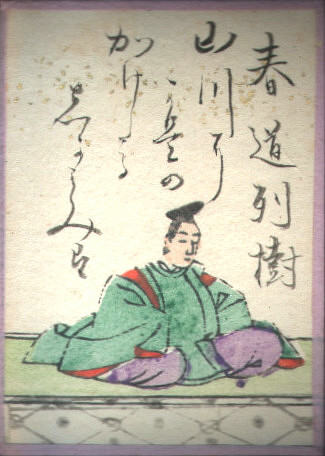
32. Harumichi no Tsuraki 春道列樹
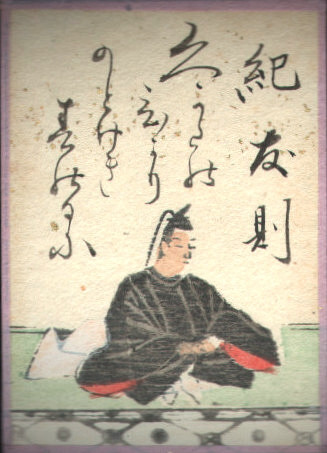
33. Ki no Tomonori 紀友則
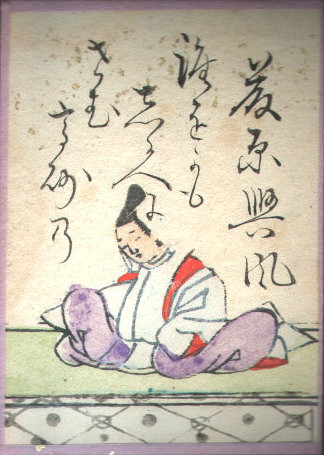
34. Fujiwara no Okikaze 藤原興風
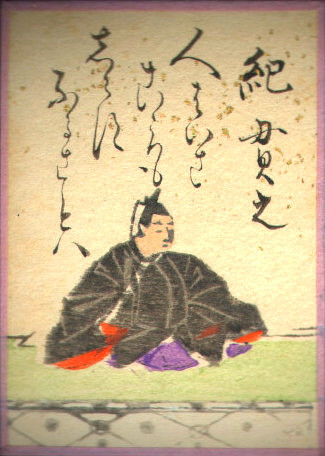
35. Ki no Tsurayuki 紀貫之
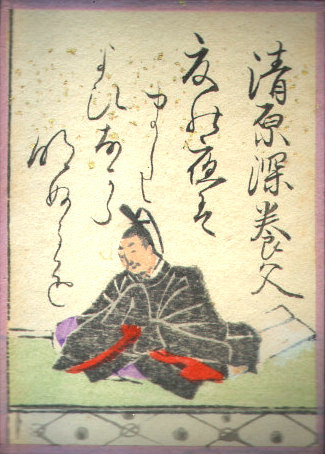
36. Kiyohara no Fukayabu 清原深養父
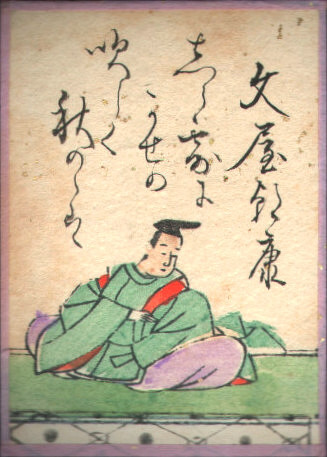
37. Fun'ya no Asayasu 文屋朝康
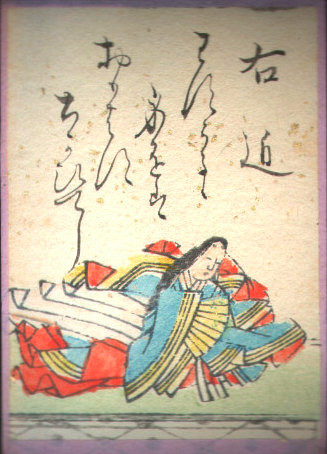
38. Ukon 右近
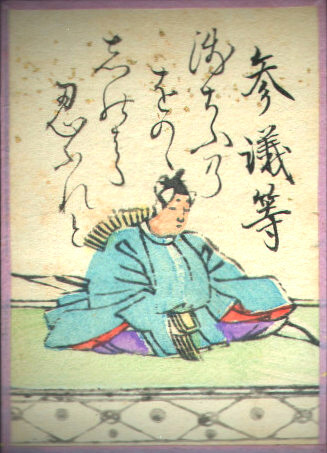
39. Quan Tham nghị Hitoshi 参議等
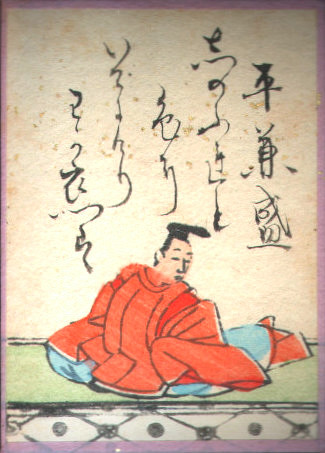
40. Taira no Kanemori 平兼盛
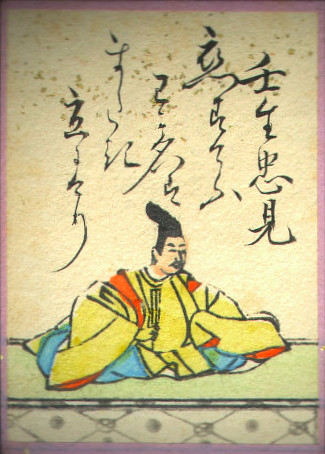
41. Mibu no Tadami 壬生忠見
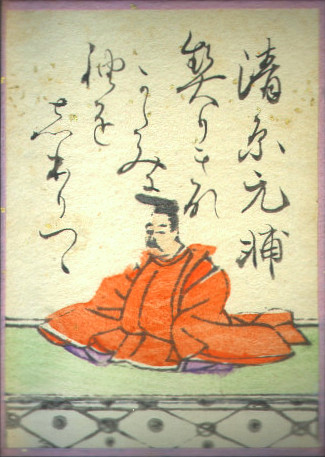
42. Kiyohara no Motosuke 清原元輔
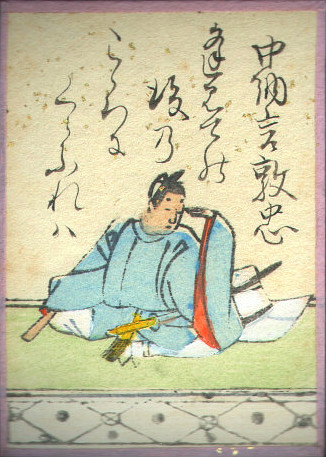
43. Quan Quyền Trung Nạp ngôn Atsutada 権中納言敦忠
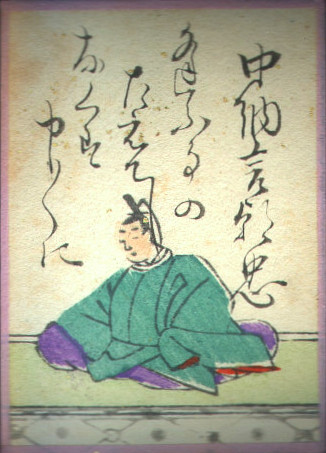
44. Quan Trung Nạp ngôn Asatada 中納言朝忠
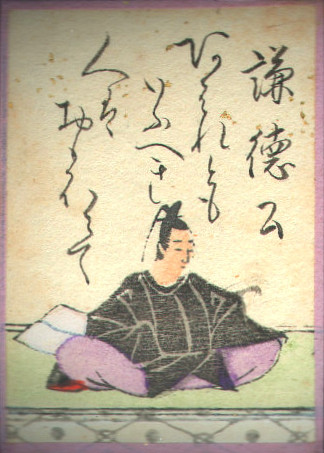
45. Kentoku-kō 謙徳公
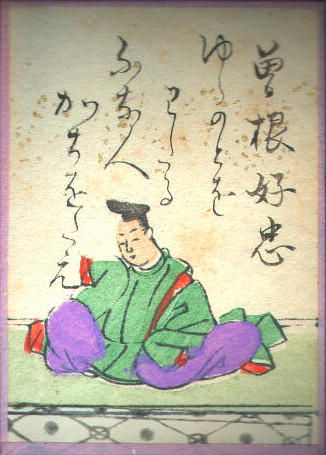
46. Sone no Yoshitada 曽禰好忠
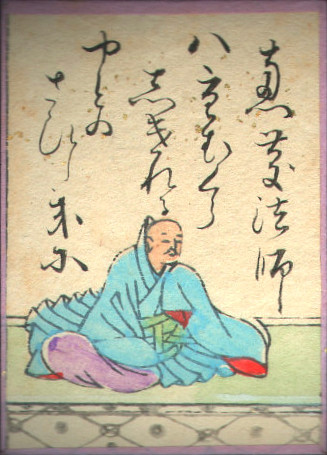
47. Nhà sư Egyō 恵慶法師
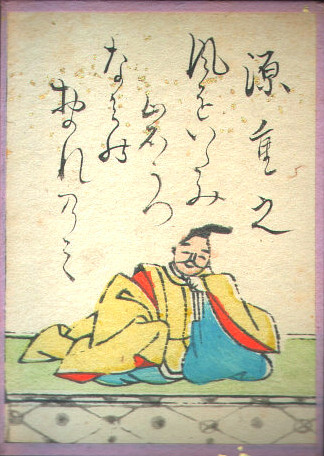
48. Minamoto no Shigeyuki 源重之
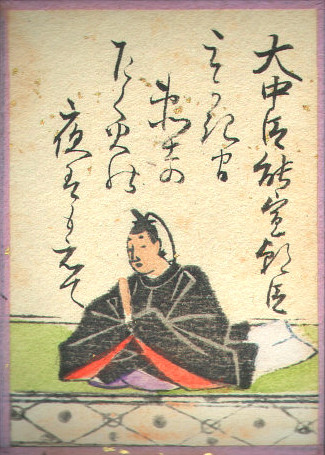
49. Đại thần Ōnakatomi no Yoshinobu 大中臣能宣朝臣
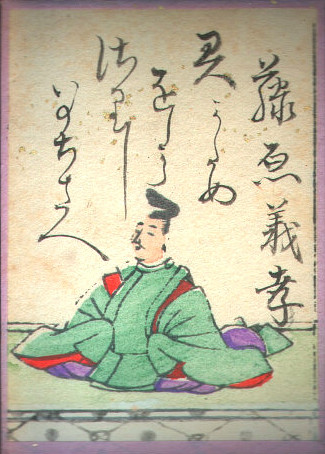
50. Fujiwara no Yoshitaka 藤原義孝
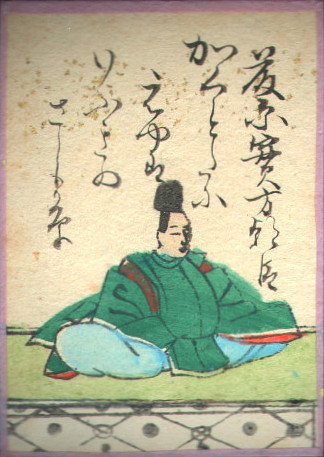
51. Đại thần Fujiwara no Sanekata 藤原実方朝臣
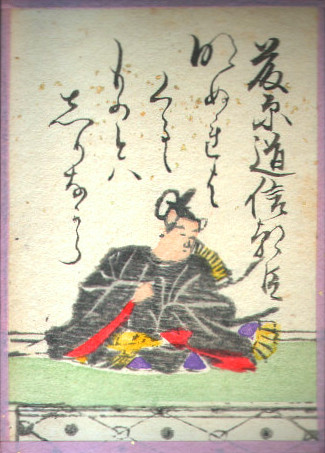
52. Đại thần Fujiwara no Michinobu 藤原道信朝臣
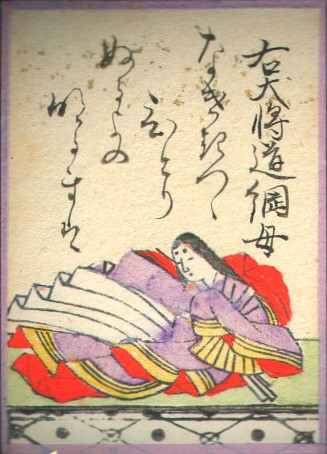
53. Mẹ Hữu Đại tướng Michitsuna 右大将道綱母
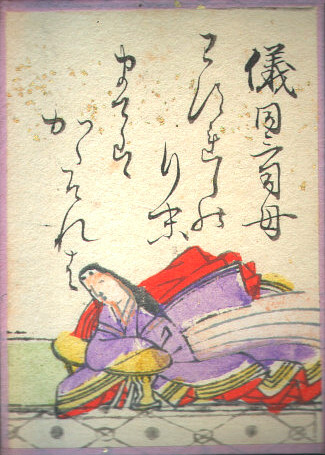
54. Mẹ quan Gidō Sanshi 儀同三司母
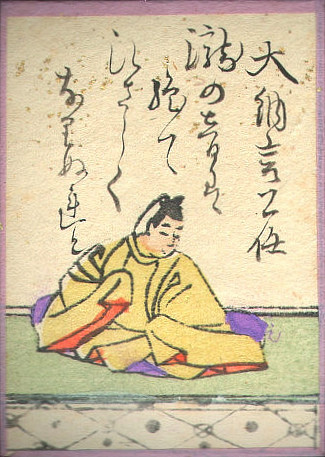
55. Quan Đại Nạp ngôn Kintō 大納言公任
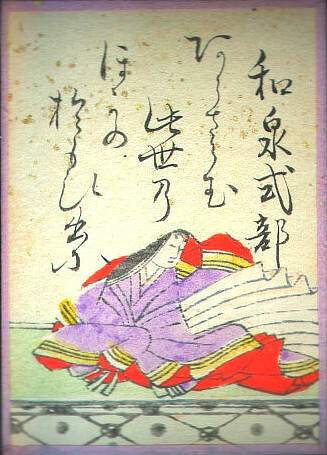
56. Izumi Shikibu 和泉式部
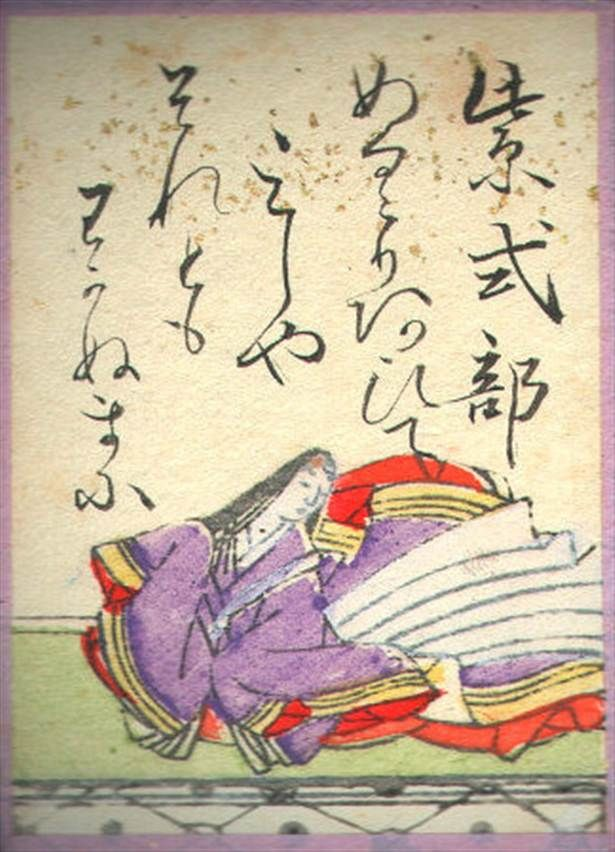
57. Murasaki Shikibu 紫式部
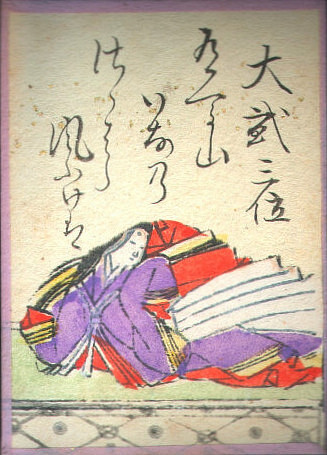
58. Daini no San'mi 大弐三位
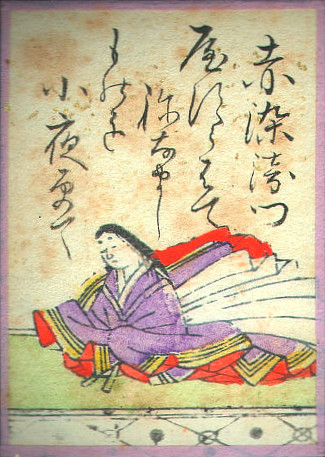
59. Akazome Emon 赤染衛門
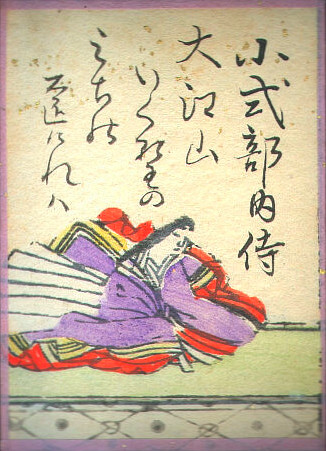
60. Ko Shikibu no Naishi 小式部内侍
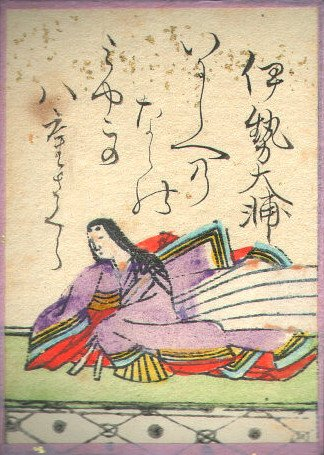
61. Ise no Taifu 伊勢大輔
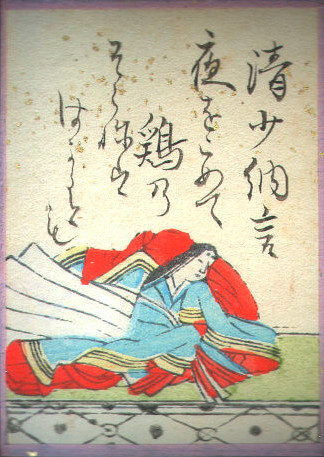
62. Sei Shō-nagon 清少納言
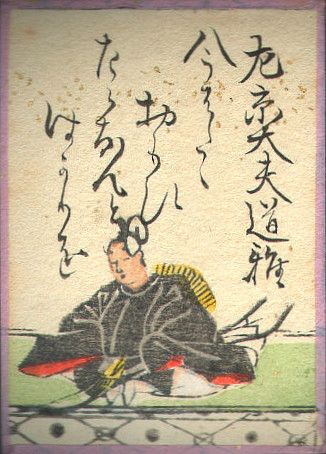
63. Tả kinh Đại phu Michimasa 左京大夫道雅
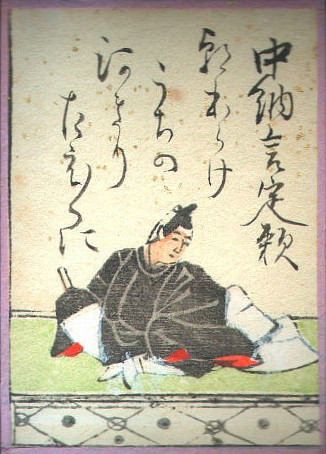
64. Quan Quyền Trung Nạp ngôn Sadayori 権中納言定頼
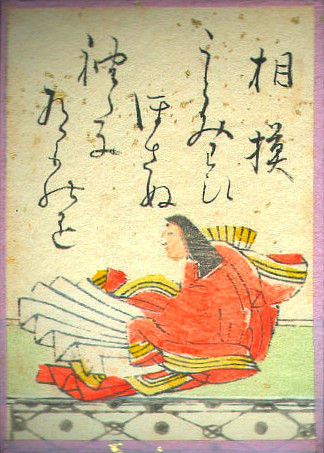
65. Sagami 相模
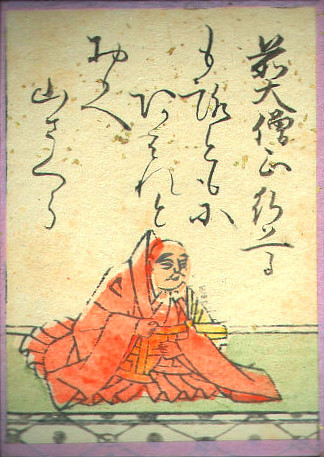
66. Tiền Đại Tăng chính Gyōson   前大僧正行尊
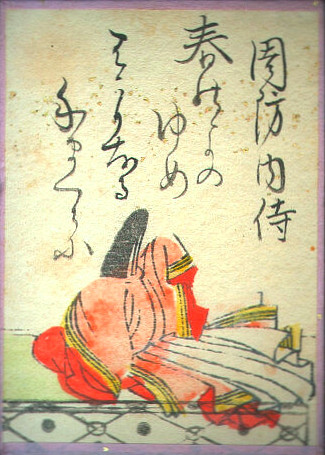
67. Suō no Naishi 周防内侍
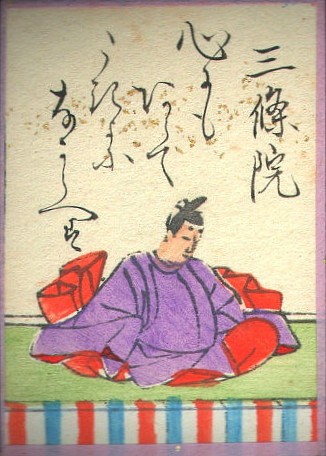
68. Thượng hoàng Sanjō 三条院
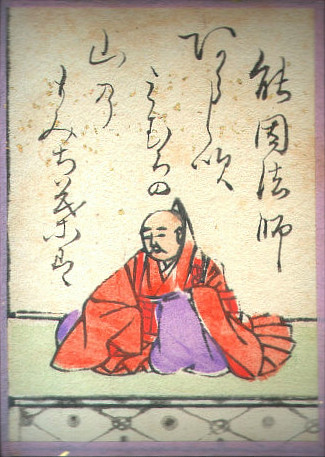
69. Nhà sư Nō'in 能因法師
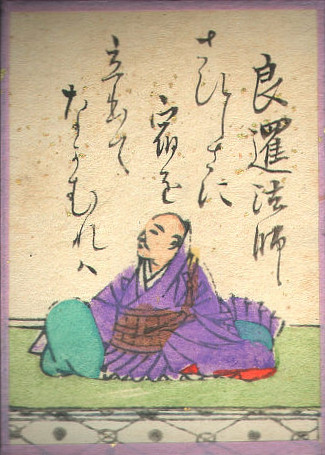
70. Nhà sư Ryōsen 良暹法師
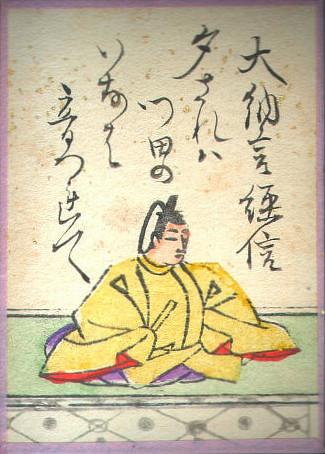
71. Quan Đại Nạp ngôn Tsunenobu 大納言経信
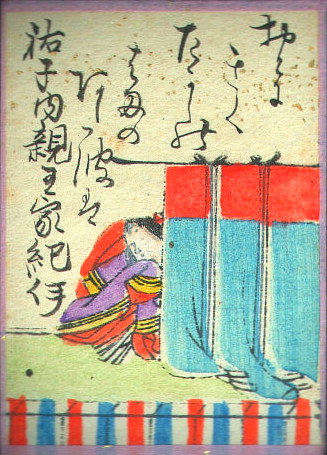
72. Yūshi Naishin'nō-ke no Ki'i 祐子内親王家紀伊
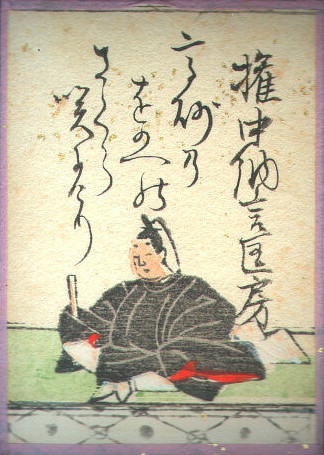
73. Quan Quyền Trung Nạp ngôn Masafusa 権中納言匡房
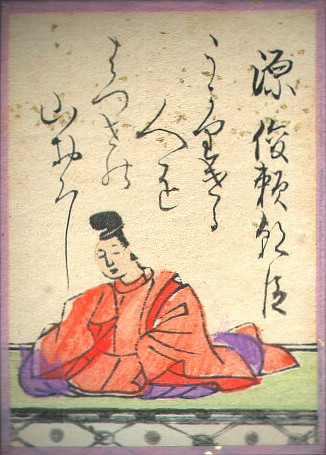
74. Đại thần Minamoto no Toshiyori 源俊頼朝臣
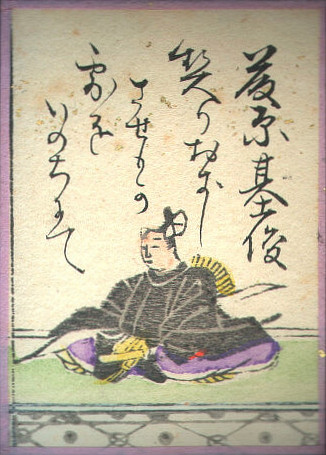
75. Fujiwara no Mototoshi 藤原基俊
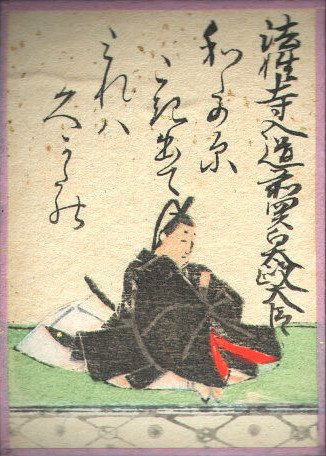
76. Tiền Đại Thần Quan Bạch - Thái Chính Đại Thần đi tu ở chùa Hosshō 法性寺入道前関白太政大臣
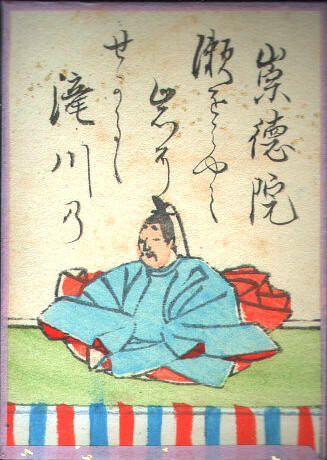
77. Thượng hoàng Sutoku 崇徳院
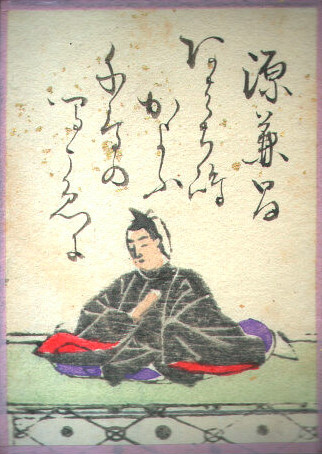
78. Minamoto no Kanemasa 源兼昌
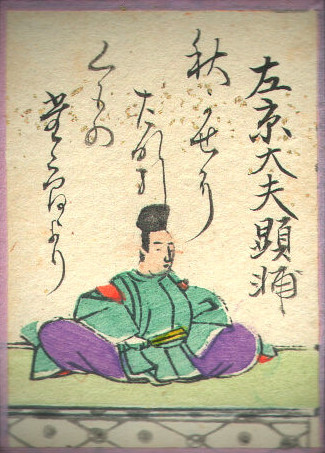
79. Tả kinh Đại phu Akisuke 左京大夫顕輔
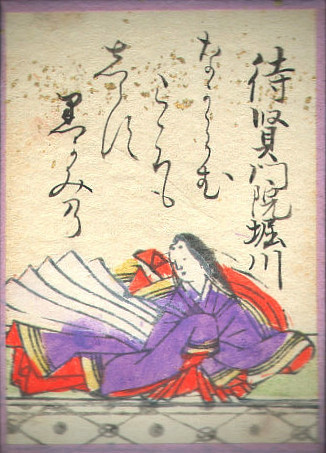
80. Taikenmon In no Horikawa 待賢門院堀河
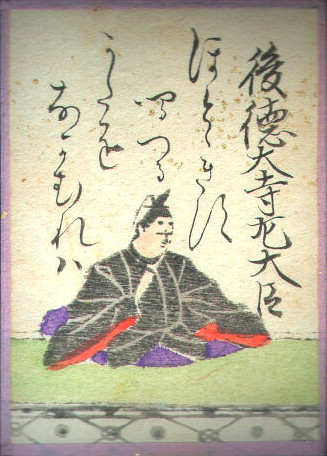
81. Hậu - Tả Đại Thần chùa Tokudaiji 後徳大寺左大臣
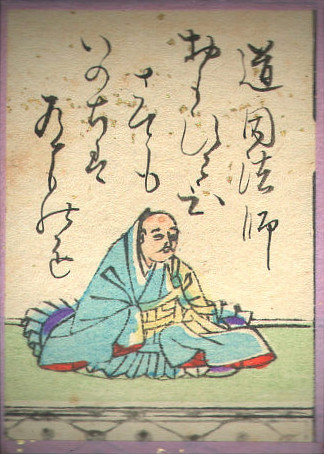
82. Nhà sư Dōin 道因法師
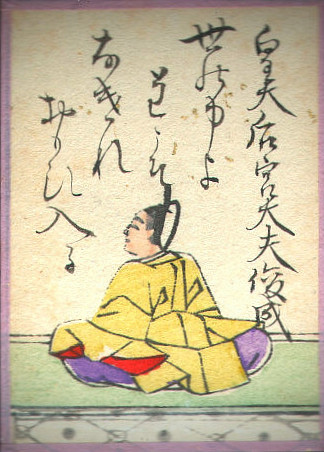
83. Đại phu Shunzei thuộc Cung Hoàng Thái hậu 皇太后宮大夫俊成
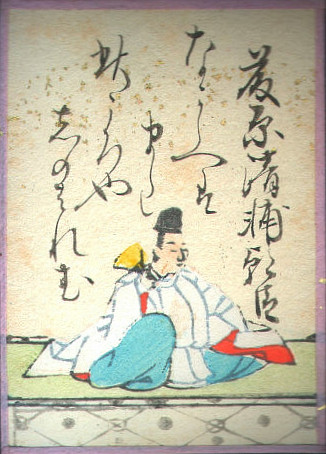
84. Đại thần Fujiwara no Kiyosuke 藤原清輔朝臣
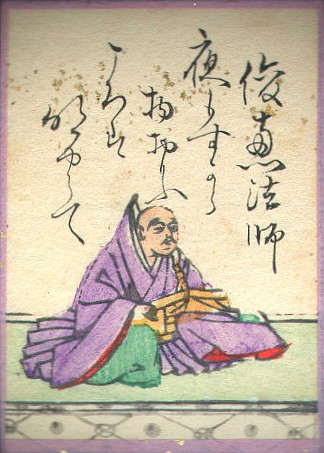
85. Nhà sư Shun'e 俊恵法師
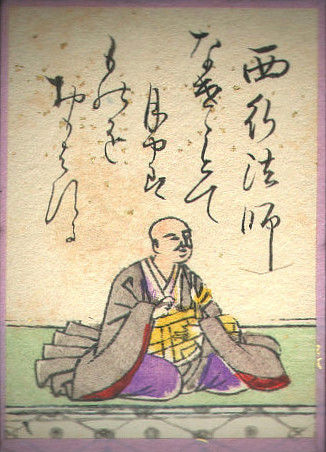
86. Nhà sư Saigyō 西行法師
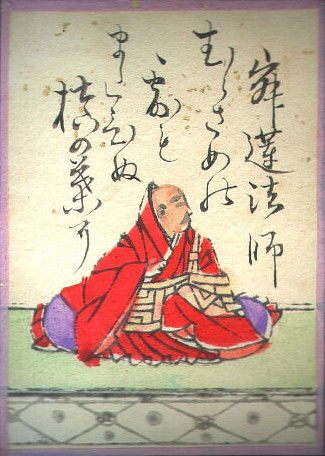
87. Nhà sư Jakuren 寂蓮法師
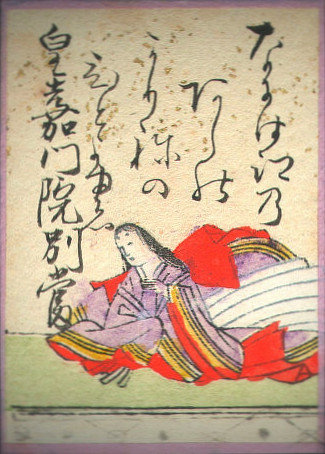
88. Kōkamon In no Bettō 皇嘉門院別当
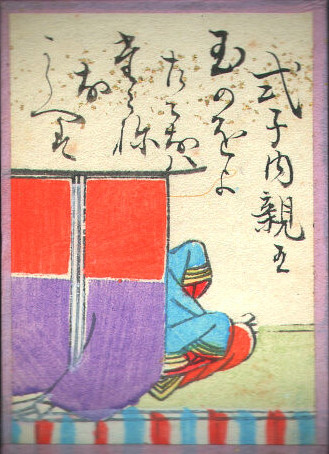
89. Nội Thân vương Shokushi 式子内親王
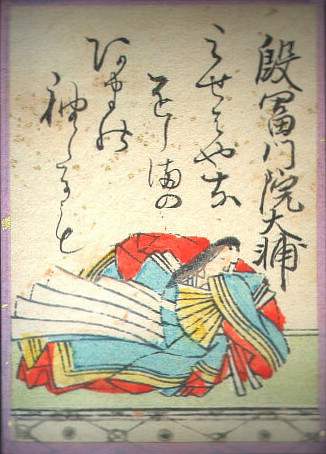
90. Inpumon In no Taifu 殷富門院大輔
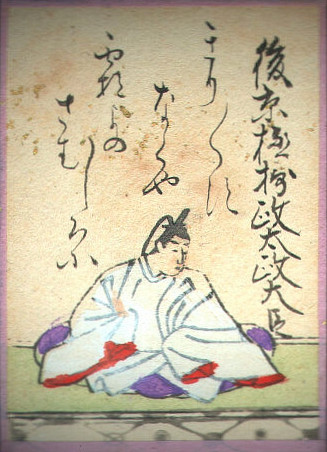
91. Tiền Thái Chính Đại Thần - Hậu Thái Chính Đại Thần ở Kyogoku 後京極摂政前太政大臣
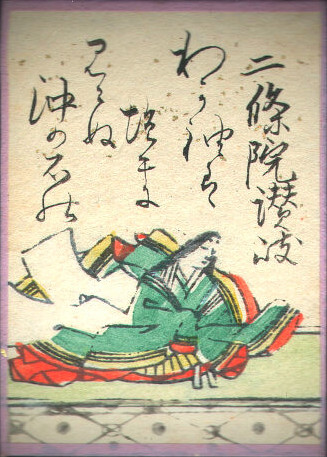
92. Sanuki ở Nijō-in 二条院讃岐
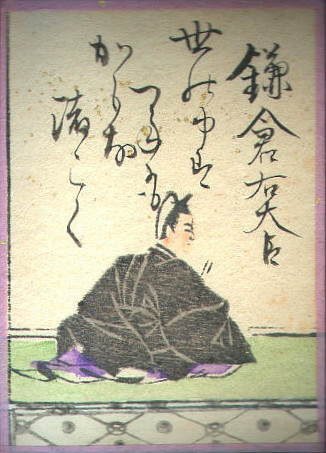
93. Hữu Đại Thần ở Kamakura 鎌倉右大臣
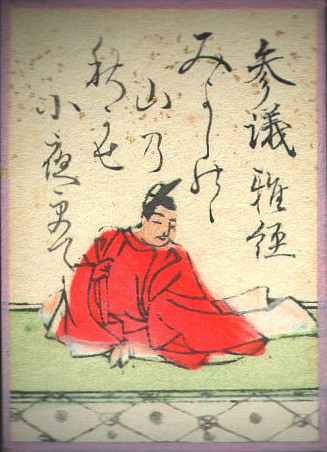
94. Quan Tham nghị Masatsune 参議雅経
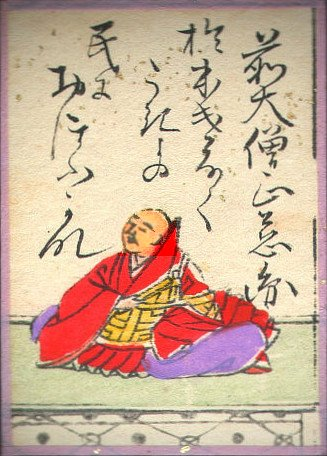
95. Tiền Đại Tăng chính Jien 前大僧正慈円
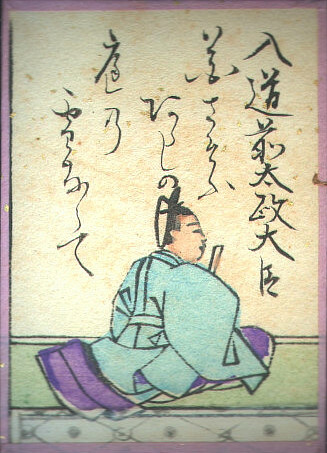
96. Tiền Thái Chính Đại Thần đã xuất gia 入道前太政大臣
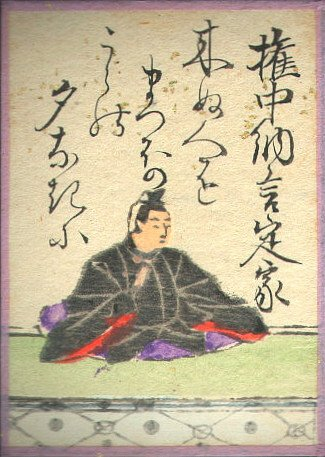
97. Quan Quyền Trung Nạp ngôn Teika 権中納言定家
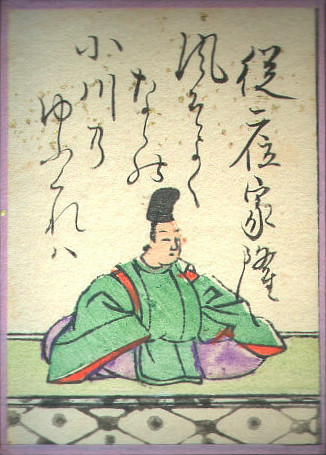
98. Quan Tùng Nhị phẩm Ietaka 従二位家隆
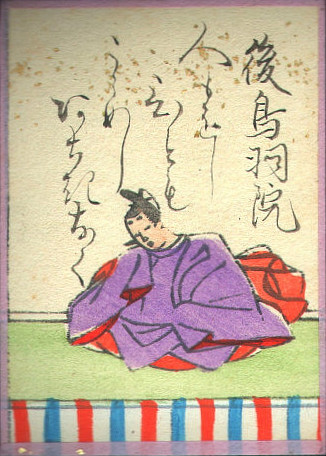
99. Thượng hoàng Go-Toba 後鳥羽院
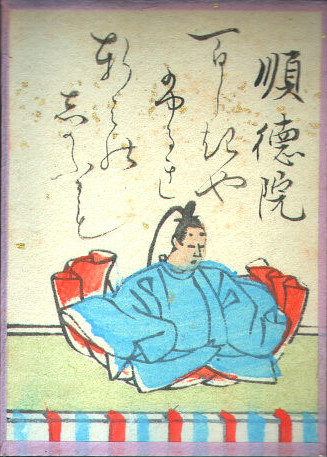
100. Thượng hoàng Jun'toku 順徳院

## Các bài thơ
Bài thơ số 2

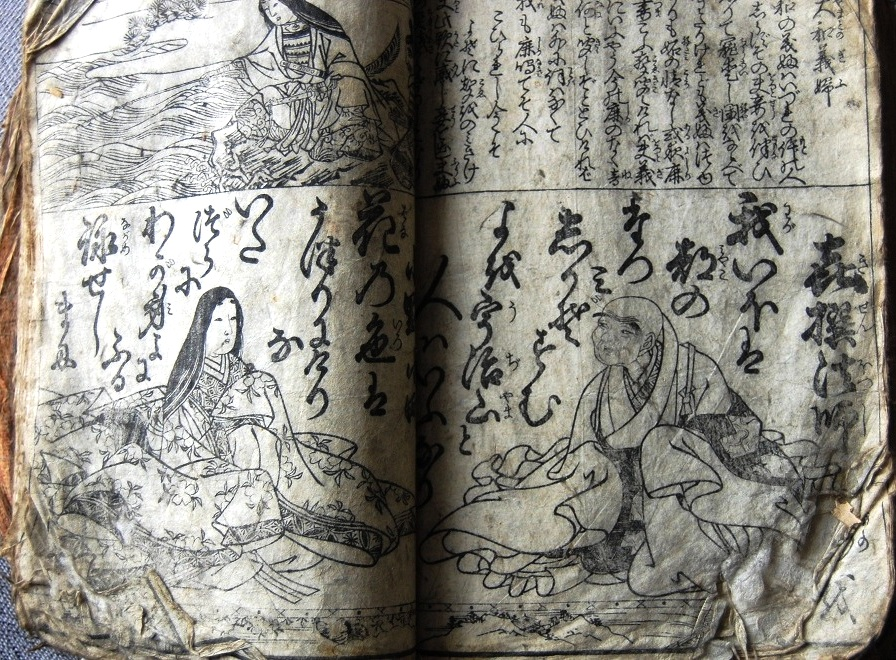
Hyakunin Isshu vào thời kỳ Edo

Một trong những bài thơ của Thiên hoàng Jitō được chọn bởi Fujiwara no Teika.  
| Nguyên văn:                                        | Phiên âm:                                                                   | Dịch thơ:                                                                                   | Diễn ý: |
| -------------------------------------------------- | --------------------------------------------------------------------------- | ------------------------------------------------------------------------------------------- | --- |
| 春過ぎて 夏来にけらし 白妙の 衣干すてふ 天の香具山 | Haru sugite Natsu ki ni kerashi Shirotae no Koromo hosu chō Ama no Kaguyama | Xuân qua trên núi xanh Hạ về trong dáng nắng Người đem phơi áo trắng Sáng một vòm núi xanh. | Mùa xuân đi qua mất rồi, Mùa hạ hình như đã đến thì phải. Áo ai đem ra phơi trắng Trên ngọn núi Kagu linh thiêng. |